# جبريل فاسكيز
جبريل فاسكيز (بالإسبانية: Gabriel Vázquez)‏ هو فيلسوف وأستاذ جامعي إسباني، ولد في 1549 في فيلاسكوسا دي هارو في إسبانيا، وتوفي في 23 سبتمبر 1604 في ألكالا دي إيناريس في إسبانيا.